# Festival du polar méditerranéen
 (novembre 2014).
Si vous disposez d'ouvrages ou d'articles de référence ou si vous connaissez des sites web de qualité traitant du thème abordé ici, merci de compléter l'article en donnant les références utiles à sa vérifiabilité et en les liant à la section « Notes et références ».
Le Festival du polar méditerranéen est une manifestation littéraire dédiée au genre policier qui se déroule chaque année depuis 2005 le 1er week-end d'octobre à Villeneuve-lez-Avignon (France).

## Concept
Le festival réunit une quarantaine d’auteurs de polars, organise des conférences et des tables rondes thématiques, des lectures, des jeux, des expositions, des spectacles de rue pour enfants, des séances de cinéma noir.

## Éditions
- 2005 : 1er festival.
- 2006 : 2e festival.
- 2007 : 3e festival. Marraine : Mireille Darc. Prix : Gilda Piersanti pour son roman Bleu catacombes.
- 2008 : 4e festival. Parrain : Didier Daeninckx. Thème : la bande dessinée

La 11e et prochaine édition a lieu du 2 au 4 octobre 2015 et a pour thème : Polar aux antipodes.

## Prix

### Prix du jury
Le prix du jury du festival du polar méditerranéen de Villeneuve lez Avignon permet à des Villeneuvois d’échanger leurs points de vue et leurs coups de cœur. Trois réunions du jury ponctuent le 1er semestre de l’année pour finir par une grande délibération en septembre pour décerner le prix du jury.

### Prix jeunesse
Devant l’engouement suscité par le prix du jury et le succès rencontré par les différentes animations proposées aux jeunes, avant et pendant le festival, la commune de Villeneuve lez Avignon a souhaité permettre aux adolescents de s’investir davantage dans la manifestation en créant un prix jeunesse en 2008. Quatorze jeunes de 13 à 16 ans ont ainsi délibéré sur une sélection de six bandes dessinées.